# 2017 UJ2
2017 UJ2 — астероид, сближающийся с Землёй.
Сближение с Землёй прошло 20 октября 2017 года в 14:07 UTC, расстояние — 17 900 км, относительная скорость 8,482 км/c (30 535 км/ч). 22 октября 2017 года на таком же расстоянии от Земли, но со скоростью 34 км/с, пролетел астероид YU95BEF.

## Сближения
| дата             | а. е.    | расстояний до Луны | небесное тело |
| ---------------- | -------- | ------------------ | ------------- |
| 20.10.1978 9:54  | 0,008541 | 3,33               | Земля         |
| 21.10.1978 0:35  | 0,006309 | 2,46               | Луна          |
| 28.04.2016 4:33  | 0,036643 | 14,3               | Земля         |
| 20.10.2017 0:41  | 0,001664 | 0,65               | Луна          |
| 20.10.2017 14:07 | 0,000120 | 0,05               | Земля         |
| 07.06.2023 6:21  | 0,014243 | 5,55               | Земля         |